# DJ Tocadisco
DJ Tocadisco (Roman Böer) es un DJ y productor alemán de música electrónica, orientado al electro house y al tech house.

## Biografía
Tocadisco nació como Roman Böer un 9 de junio de 1974 y creció en una pequeña ciudad cerca de Colonia, Alemania. Toca varios instrumentos y fue con esto con lo que logró tocar en diferentes bandas en su juventud.
Creció como el hijo del fotógrafo y de una diseñador de medios digitales Gerry Boer en Moenchengladbach.
Desde 1996, comenzó la carrera profesional de Tocadisco como DJ en el club UNIQUE en Düsseldorf. Gracias a él, el club fue elegido varias veces por la revista Prinz como el "Mejor club de la ciudad". En el año 2000, Tocadisco se trasladó a Colonia, donde construyó su propio estudio.
Produjo varios remixes para distintos sellos discográficos. El más popular fue "Lifetimes" de Slam. Su mezcla fue uno de los 12 mejores remixes de 2001 elegido por los lectores de la revista Groove. En octubre de 2003 firmó un contrato con la compañía alemana Superstar Recordings . Su primer sencillo bajo esa etiqueta fue "Nobody (Likes the Records That I Play)". Alcanzó el número 39 en las listas alemanas. En el 2005 Tocadisco fue elegido por los lectores de la revista Raveline como uno de los mejores recién llegados del año 2004. En septiembre del 2006 hizo un remix de una pista del proyecto de Michael Cretu llamado "Enigma-Eppur Si Muove", perteneciente al álbum A Posteriori.
El 7 de abril de 2007, Tocadisco apareció como DJ invitado en la segunda hora del programa semanal de radio nocturno de Matt Darey. En la primera hora, Matt Darey también tocó el remix de Tocadisco de Dyad 10's llamado "Sugar, Honey (Sweet Thing)". En 2007 también remezcló algunos temas, que fueron incluidos en el álbum recopilatorio de Benny Benassi llamado Cooking for Pump-Kin: Special Menu como "PATT (Party All the Time)", "Keep Control", "Dance is Dead". En ese mismo año, lanzó una de sus producciones más reconocidas, "Morumbi", la cual llegó a ingresar en las listas españolas ocupando la décima ubicación.
Trabajó junto con David Guetta en su álbum Pop Life del 2007, y en One Love del 2009 y tiene como habitual colaborador en sus producciones al cantante de la banda alemana Sono, Lennart A. Salomon.
En 2009 salió su segundo álbum, 128.0 FM, y se casó con una modelo brasileña llamada Natasha Garcez, cambiando su nombre de Roman Boer de Garcez.
En ese mismo año funda TOCA45 Recordings, su propio sello discográfico, y "TOCACABANA" su programa de radio mundial que a su vez, le da nombre a una serie de fiestas internacionalmente exitosa, que se lanzó en 2010 junto con su esposa Nathizinha en una discoteca de Colonia. 
En 2012 realiza la remezcla de "Let the Sunshine" de Milk & Sugar. Además, lanzó su tercer álbum FR3E inicialmente como descarga gratuita a través del sello alemán WePLAY.
Fatboy Slim y Riva Starr utilizaron elementos de la pista "Bat3ria" (incluida en su tercer álbum FR3E) en su éxito de 2013 "Eat, Sleep, Rave, Repeat". Sin embargo, inicialmente el sampleo no fue aprobada oficialmente. Pero después de una breve negociación Tocadisco apareció acreditado como compositor en el sencillo.
En 2014 remezcló dos sencillos que fueron n°1 en las listas alemanas de música dance como son "Changes" de Faul & Wad Ad y "Sun Goes Down" de Robin Schulz.
En 2015 publicó una serie de EP a través de su sello TOCA 45 Recordings (Brasil EP, Snake EP)
El 1 de mayo de 2016 edita su cuarto álbum IV por TOCA45 Recordings.

## Discografía

### Álbumes
En estudio
- 2008: “Solo”
- 2009: “Toca 128.0 FM”
- 2012: “FR3E”
- 2016: “IV”

DJ Mixes
- 2006: Tocadisco & Mark James – “Summadayze”
- 2007: Tocadisco & Brian Cross – “Amnesia Ibiza Vol. 3”
- 2010: Tocadisco And Chris Lake – “Toolroom Knights”

### Sencillos
- 2003: “Nobody (Likes The Records That I Play)” ALE #39[3]

- 2004: “Everybody (On The Dancefloor)” (como El Kokadisco)
- 2004: “Groove Is In The Heart” (como Darocca)

- 2005: “Corazón Loco E.P.” (como AC/OT)
  - “Everybody On Da Dancefloor”
  - “Real Deejays”
  - “Acid Is Back”
- 2005: “La Noche EP” (como AC/OT)
  - “Tonight”
  - “Dancing Bodies”
- 2005: “Tres E.P.” (como AC/OT)
  - “Shady People”
  - “K.M.”
- 2005: “Respect / Pusd Up” (como S-pin Codek)
- 2005: “You're No Good For Me”

- 2006: “Music Loud / Crazy Cursor”

- 2007: “The Black Series - Part 1”
  - “Time After Time”
  - “Hummer”
  - “Aliens”
- 2007: “The Black Series - Part 2”
  - “Morumbi” BEL #21, ESP #10[4]
  - “Morumbi DJ Tool”
  - “Nathizinha”
- 2007: “Freaks” (con Moguai)
- 2007: “Better Begin” (con Lennart A. Salomon) BEL #29[4]
- 2007: “Shrine” (con Chelonis R. Jones)

- 2008: “Streetgirls” (con Meral Al-Mer) BEL #10[4]
- 2008: “The Black Series - Part 3”
  - “Morumbi” (Popof Remix)
  - “Time After Time” (Robbie Rivera Remix)
  - “Morumbi” (Solaris Heights Remix)

- 2009: “Da Fuckin' Noize”
- 2009: “Way of Love” (con Vangosh) BEL #18[4]
- 2009: “2 Many Shots of Jägermeister”
- 2009: “Better Run” (con Nadia Ali) BEL #15[4]

- 2010: “All This Night”
- 2010: “Techno Logical World” (con Koen Groeneveld)
- 2010: “Dr Moog”

- 2011: “Tequila Sunrise” (con Afrojack)
- 2011: “Alright” (con Lennart A. Salomon)
- 2011: “Malditos Meteoritos” (con Wally López)

- 2012: “Bat3ria”
- 2012: “Don't Go” (con Ron Carroll)
- 2012: “That Miami Track” (con Julian Smith)
- 2012: “Jump”
- 2012: “Wild Thing”
- 2012: “The Clamp / The Groove”
- 2012: “Cataratas”
- 2012: “Saturn” (con Stefan Dabruck)
- 2012: “King of Miami”
- 2012: “Oldschool” (con Koen Groeneveld & Ahmet Sendil)
- 2012: “My Techno” (con Robbie Rivera) [Juicy Music]

- 2013: “Alter Schwede!”
- 2013: “Get Away” (con Lennart A. Salomon)
- 2013: “Strobe Lights and Sh*t”
- 2013: “F*ck That”
- 2013: “No Blues”
- 2013: “Falling” [Toolroom Records]
- 2013: “Africa”
- 2013: “A DJ Is Not an iPod” [Dim Mak Records]
- 2013: “Garage 674”
- 2013: “Sunset Blues”
- 2013: “Phoenix” (con Roland Clark)

- 2014: “Weltmeister” [Toolroom Records]
- 2014: “Broken Rolex”
- 2014: “Cinderella”
- 2014: “Acid” (con Nathizinha)
- 2014: “Hamatom”
- 2014: “Frozen” (con Lennart A. Salomon)
- 2014: “My Man” (con Koen Groeneveld)

- 2015: “His Name is Jack” [Skint Records]
- 2015: “Granulat”
- 2015: “Feeling Irie”
- 2015: SNAKE EP
  - “Bomb-A-Clat”
  - “Stomp Your Feet”
  - “All That Bass”

- 2016: “Wolves” (con Roland Clark)
- 2016: “Feel” (con David King)
- 2016: Brasil EP
  - “Come to the Dancefloor (feat. Q)”
  - “Bass Monster”
  - “Feeling”
  - “Our House” (con Roland Clark)

- 2017: “Dare I?” (Esphyr & Tocadisco)

- 2018: “Resurrection/Percolate”

### Remixes
2000:
- Studio 69 Feat. Karl Frierson – Fantasy (El Tocadisco's Virgin Mary Mix)

2001:
- Air Libre – El Arbi (Tocadisco's Mix)
- Daniel Bedingfield – Gotta Get Thru This (El Tocadisco's "Dark Night In Finland" Remix)
- Slam feat. Tyrone Palmer – Lifetimes (Konigswasser Mix By El Tocadisco)
- Studio 69 Feat. Karl Frierson – Do You Want Me? (El Tocadiso's Las Palmas Mix)
- Bruce Wayne – Soca Dance (El Tocadisco's Rework)

2002:
- Justine Earp – OOO La La La (Tocadisco Remix)
- Studio 69 Feat. Karl Frierson – Promised Land (Toca Disco Remix)
- Honey Bunch – L.O.V.E. (Makin' Love In My Car) (El Tocadisco Beat On The Funk Mix)

2004:
- Toktok Und Nena – Bang Bang (DJ Tocadisco's Don't Fake The Break Mix)
- Heavy Rock – (I Just Want To Be A) Drummer (DJ Tocadisco Remix)
- Moguai – Freaks (DJ Tocadisco Mix)

2005:
- Axwell & Sebastian Ingrosso – Together (Tocadisco Remix)
- The Egg – Walking Away (Tocadisco's Acid Walk Mix)
- Axwell – Feel the Vibe (Tocadisco Mix)
- Hi_Tack – Say Say Say (Waiting 4 U) (Tocadisco's Not Guilty Remix)
- Philipe B vs. Todd Terry – Can You Feel It (Can You Party)
- ATB – Let You Go (Tocadisco's Doesn't Give a Rat's Ass Mix)
- Deep Dish Feat. Stevie Nicks – Dreams (Tocadisco Mix)
- A-Studio Feat. Polina – S.O.S. (Tocadisco's Tu No Me Conoces Mix)
- Panjabi MC – Mundian To Bach Ke (DJ Tocadisco Remix)
- Mylo – In My Arms (Tocadisco's Zwischen den Stühlen Remix)
- New Order – Regret (Tocadisco Remix)

2006:
- Funkwerkstatt – Medizin Nach Noten (AC/OT "Its Gettin Hot In Here" Mix)
- Mylo feat. Freeform Five – Muscle Car (Tocadisco's Sunrise at the Uluru Remix)
- Flat Pack – Sweet Child O' Mine (Tocadisco Mix)
- De Jeugd van Tegenwoordig – Watskeburt?! (Tocadisco Mix)
- Étienne Daho & Fischerspooner – Tombé Pour La France (Fischerspooner Vs. Tocadisco Late Night Club)
- Sharam – PATT (Party All the Time) (Tocadisco's Bombenalarm Mix)
- David Guetta vs. The Egg – Love Don't Let Me Go (Walking Away) (Tocadisco Remix)
- Linus Loves – Night Music (Tocadisco Remix)
- Pet Shop Boys – Minimal (Tocadisco's Sunday at Space Remix)
- Sérgio Mendes feat. Black Eyed Peas – Más Que Nada (Tocadisco's Las Favelas Eléctricas Mix)
- Moby Feat. Debbie Harry – New York, New York (Tocadisco's NYPD Remix)
- Boosta – Dance Is Dead (Tocadisco Remix)
- M.A.N.D.Y. vs. Booka Shade – Body Language (Tocadisco Mix)
- Tube & Berger pres. Juliet Sikora – Together Now (Tocadisco's Immer Lächeln Remix)
- Sono – Keep Control 2006 (Tocadisco's Coffeeshop Is Burnin' Remix)
- Enigma – Eppur Si Muove (Tocadisco Remix)

2007:
- Tiga - You Gonna Want Me (Tocadisco Emergency Exit Remix)
- Bob Sinclar Feat. Big Ali – Ultimate Funk (Tocadisco Remix)
- Axwell – I Found U (Tocadisco Remix)
- Stylophonic – Dancefloor (Tocadisco's Supermodel-DJs Mix)
- Amo & Navas Feat. Anqui – Beat Generation (Tocadisco's Jägermeister Mix)
- Tommie Sunshine – Dance Among The Ruins (Tocadisco Remix)
- Culcha Candela – Hamma (Tocadisco's Einzigartig Remix)
- Bastian Heerhorst – Marathon (Tocadisco Remix)
- Snow Patrol – Open Your Eyes (Tocadisco Remix)
- Dubfire – Roadkill (Tocadisco's Brigadeiro 4700 Mix)
- Dusty Kid – Plumbi (Tocadisco Edit)
- Brett Johnson – Electric (Tocadisco Edit)
- Junkie XL feat. Lauren Rocket – More (Tocadisco Remix)
- Groove Rebels – Dicks In Space (Tocadisco's Space Echo Rmx)
- DYAD10 Feat. Julie Dennis – Sugar (Sweet Thing) (Tocadisco Mix)
- Nicolette – No Government (Tocadisco's Lazy Days Remix)
- Kid Dub – Tetris (Tocadisco Edit)
- Steve Angello – Trix (Tocadisco Mix)
- Mighty Dub Katz – Just Another Groove (Tocadisco Remix)

2008:
- Laidback Luke – Break Down the House (Tocadisco Remix)
- Fischerspooner – The Best Revenge (Tocadisco's Macaco Gordo Mix)
- D.Ramírez Feat. TC – With Me Or Against Me (Tocadisco's Carnaval In Rio Mix)
- Prok & Fitch Present Salome de Bahía – Outro Lugar (Tocadisco's Nunca Chove Floripa Mix)
- Dirty South – The End (Tocadisco Loves Techno Vocal Mix)
- David Guetta & Chris Willis vs. Tocadisco – Tomorrow Can Wait (Tocadisco Evil Mix)
- Robbie Rivera – Back to Zero (Tocadisco Mix)
- Quentin Mosimann – Cherchez Le Garçon (Tocadisco Remix)
- Martin Solveig – I Want U (Tocadisco Remix)
- Solaris Heights – Rekollection (Tocadisco's Bored In Amsterdam Mix)
- Tommie Sunshine – Limit of Your Mind (Tocadisco's Beach Club Mix)
- Hoxton Whores – In the Bag (Tocadisco Remix)
- The Ting Tings – Shut Up and Let Me Go (Tocadisco Love The Old School Remix)
- Culcha Candela – Fiah (Tocadisco Remix)
- Tiga & Zyntherius - Sunglasses At Night (Tocadisco Remixes)
- Moby – Live for Tomorrow (Tocadisco Mix)
- Jody Wisternoff – Starstrings (Tocadisco Remix)
- Sultan – Protection (Tocadisco Remix)
- namTRAK – This Is What U Need (Tocadisco Remix)

2009:
- Bob Sinclar feat. Sugarhill Gang - Lala Song (Tocadisco Remix)
- BSNO - Noisehead (Tocadisco Remix)
- Hugg & Pepp feat. Robert Manos – Sweet Rosie (Tocadisco Remix)
- JD Davis – Life In the Extreme (Tocadisco LITEtoca Remix)
- Mando Diao – Dance with Somebody (Tocadisco Remix)
- Funkwerkstatt – Standwaage (AC/OT Remix (Tocadisco))
- Snap! – Welcome to Tomorrow (Tocadisco Remix)
- N.O.H.A. – Tu Café (Tocadisco Remix)
- Pete Griffiths feat. Neve – Speak The Secret (Tocadisco Remix)
- Wippenberg – Pong (Tocadisco Remix)
- Dabruck & Klein feat. Michael Feiner – The Feeling
- Gio Di Leva, Christian Cheval, Nello Simioli – Kick The Small
- Mike 303, Fisher & Fiebak – Chicago Disco (Tocadisco Remix)
- Moguai – The Trip (Tocadisco Remix)

2010:
- Fedde Le Grand Feat. Luciana – Electric Dreams (Tocadisco Remix)
- Bad Boy Bill feat. Alex Peace – Fast Life (Tocadisco Remix)
- Lena Meyer-Landrut – Satellite (Tocadisco Remix)
- Zoo Brazil – Late At Night (Tocadisco Remix)
- Bob Sinclar – Ich Rocke (Tocadisco Remix)
- Laserkraft 3D – Nein, Mann! (Tocadisco's Tocacabana Remix)
- Dirty South & Mark Knight – Stopover (Tocadisco Remix)
- JD Davis vs Telex – Moscow Discow (Tocadisco Remix)
- Alphaville – I Die For You Today (Tocadisco Remix)
- Dr. Kucho! – The Rave (Tocadisco Remix)
- Morten Breum and Camille Jones – I Like it (Tocadisco Remix)
- Riva Starr Feat Noze – I Was Drunk (Tocadisco Mix)
- PhonJaxx – Open Your Eyes Again (Tocadisco Remix)
- Deekline & Tim Healey feat. Babe Ruth – The Mexican
- Mephisto Feat. Kurtis Blow – In the Name of Love (Tocadisco Remix)
- Culcha Candela – Move It (Tocadisco Vocal Remix)
- Phil Fuldner – Miami Pop 2010 (Tocadisco Remix)

2011:
- Umek & Traumer – She Never Wants to Come Down
- Pizzaman – Sex On The Streets 2011 (Tocadisco Remix)
- Steve Aoki & Laidback Luke Feat. Lil Jon – Turbulence
- Armin van Buuren Feat. Adam Young – Youtopia (Tocadisco Remix)
- Green Velvet – La La Land (Tocadisco Remix)
- The Goooniez – Asshole (Tocadisco Remix)
- Laserkraft 3D – Weightless (Tocadisco Remix)
- Zoo Brazil – Tornado (Tocadisco Remix)
- Lustral – Everytime (Tocadisco Vs Dabruck & Klein Remix)
- Phunk Investigation – Alien DisKO (Tocadisco Remix)
- Arty – Around the World (Tocadisco Remix)
- Robbie Rivera – Funkatron (Tocadisco Remix)
- Azzido Da Bass – Dooms Day (Tocadisco Remix)
- Swanky Tunes & Hard Rock Sofa – I Wanna Be Your Dog

2012:
- Culcha Candela – Hungry Eyes (Tocadisco Likes To Wobble Remix)
- Barry Manilow – (At the) Copacabana (Tocadisco's Tocacabana Remix)
- Glasperlenspiel – Ich bin Ich (Tocadisco Remix)
- MIA. – Fallschirm (Tocadisco Remix)
- Ronaldo Yle – As Cartas Não Mentem Jamais (Tocadisco Remix)
- Madonna – Gang Bang (Tocadisco Dancefloor Anthem)
- Analog People In A Digital World – Rose Rouge (Tocadisco Remix)
- Laserkraft 3D – Musik (Tocadisco Remix)
- Moby – Extreme Ways (the Bourne Legacy) (Tocadisco Remix)
- Milk & Sugar – Let the Sun Shine 2012 (Tocadisco Remix)
- Sharam Jey & Dirty Disco Youth – Till We Drop (Tocadisco Remix)
- Fatboy Slim & Riva Starr feat. Beardyman – Get Naked (Tocadisco Mix)

2013:
- Mr. Bizz – Bamboo (Tocadisco Remix)
- ATB Ft. Ramona Nerra – Never Give Up (Stefan Dabruck & Tocadisco Remix)
- The Doors – Roadhouse Blues (Tocadisco Bootleg)
- Gareth Emery – The Saga (Tocadisco Remix)
- Gali – I'm Alive (Tocadisco Remix)
- Tiga – Hot in Herre (Tocadisco Bootleg)
- Jaques Raupe – Pusteblume 2k14 (Tocadisco's Peter is on Acid Remix)
- Faul & Wad Ad vs. Pnau – Changes (Tocadisco's Sunny LA Remix)

2014:
- Robbie Rivera feat. Louie Love – La Gente (Tocadisco Remix)
- Blondee & Hagen – The Soul (Tocadisco Remix)
- Robin Schulz feat. Jasmine Thompson – Sun Goes Down (Tocadisco Remix)

2015:
- Le Shuuk feat. Chase Holfelder – Next to You (Tocadisco Remix)
- Koen Groeneveld – One Hundred (Tocadisco Remix)
- HUGEL feat. Jimmy Hennessy – Coming Home (Tocadisco Remix)
- Kid Kenobi feat. Dovy Dovy – Night & Day (Tocadisco Remix)
- MHE – The Thrill is Gone (Tocadisco Remix)

2016:
- Yolanda Be Cool & DCUP – From Me to You (Tocadisco Remix)
- Moguai feat. Tom Cane – You'll See Me (Tocadisco Vox Remix)
- Inpetto – Needin' U So (Tocadisco Remix)
- Cosmo Klein – Dreams (Tocadisco Remix)
- Esphyr – Emotions (Tocadisco Remix)
- Matt Minimal – Freedom (Tocadisco Remix)

2017:
- Robin Schulz & David Guetta feat. Cheat Codes – Shed a Light (Tocadisco Remix)
- LOVRA feat. Tia Scola – Homeless (Tocadisco Remix)
- Marc Scibilia & Stadiumx – Those Were the Days (Tocadisco Remix)
- IMGFriend – We Don't Stop (Tocadisco Dub)
- Tali Muss feat. Esphyr – Rain (Tocadisco Remix)

## Como productor discográfico
| Año  | Canción                                   | Artista      | Álbum      |
| ---- | ----------------------------------------- | ------------ | ---------- |
| 2007 | «Tomorrow Can Wait» (con Chris Willis)    | David Guetta | Pop Life   |
| 2009 | «Sound of Letting Go» (con Chris Willis)  | David Guetta | One Love   |
| 2010 | «Scream» (producido junto a David Guetta) | Kelis        | Flesh Tone |
| 2012 | «By Tonight»                              | Cosmo Klein  |            |
| 2013 | «Telefon aus»                             | Meral Al-Mer |            |
| 2013 | «Wie ein Winter»                          | Meral Al-Mer |            |
| 2017 | «Firebird»                                | Louie Cut    | Reach Out  |